# Hans Eisele (Mediziner)

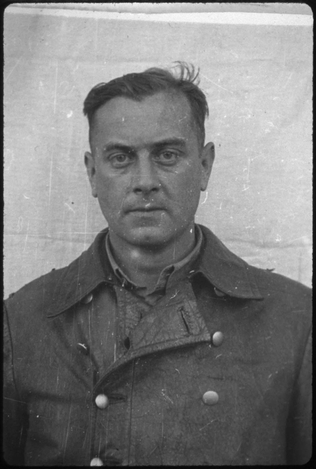
Hans Kurt Eisele in amerikanischer Internierung. Aufnahme von 1945.

Hans Kurt Eisele (Eigenschreibweise auch Hanns Kurt Eisele, * 13. März 1913 in Donaueschingen; † 3. Mai 1967 in Maadi) war ein deutscher SS-Hauptsturmführer und KZ-Arzt.

## Leben
Der Sohn eines Kirchenmalers entstammte bescheidenen Verhältnissen, die sich infolge der Inflation der zwanziger Jahre deutlich verschlechterten. Nach dem Besuch des humanistischen Gymnasiums in Donaueschingen studierte er ab 1931 in Freiburg Medizin. Zum 1. Mai 1933 trat er in die NSDAP (Mitgliedsnummer 3.125.695) wie auch im selben Jahr in die SS ein (SS-Nummer 237.421). Er war verheiratet und hatte drei Kinder.

## Verbrechen in den Konzentrationslagern

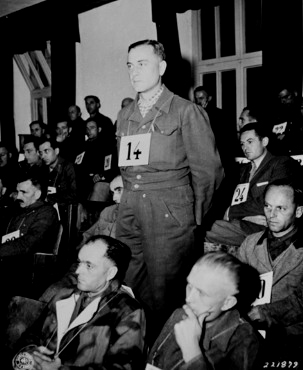
Hans Kurt Eisele als Angeklagter im ersten Dachauer Prozess

Im Januar 1940 trat Eisele in die Waffen-SS ein und wurde nach kurzer Zeit im Konzentrationslager Mauthausen eingesetzt, anschließend von Februar bis August 1941 im KZ Buchenwald. Er war als KZ-Arzt verantwortlich für die Ermordung von bis zu 300 an Tuberkulose erkrankten Häftlingen. Außerdem hatte er experimentelle Operationen, zum Teil ohne Betäubung und mit tödlichem Ausgang, durchgeführt sowie Häftlinge misshandelt und gequält. Anschließend war er im KZ Natzweiler und im Juni 1942 im SS-Lazarett in Prag eingesetzt. Weiterhin tat er bei der SS-Division „Das Reich“ Dienst an der Ostfront. Im Februar 1945 wurde er ins Konzentrationslager Dachau zum Einsatz unter dem Ersten Lagerarzt Fritz Hintermayer versetzt, wo er durch amerikanische Truppen im April 1945 verhaftet wurde.

## Prozesse und Strafe
Eisele wurde am 13. Dezember 1945 im Dachau-Hauptprozess, der im Rahmen der Dachauer Prozesse stattfand, für seine Teilnahme an drei Exekutionen, bei denen er als Lagerarzt die Todeszertifikate auszustellen hatte, zum Tode verurteilt.
Nach Umwandlung des Urteils in eine lebenslängliche Freiheitsstrafe wurde Eisele am 11. April 1947 im Buchenwald-Hauptprozess erneut unter Anklage gestellt und erhielt gemeinsam mit einundzwanzig Mitangeklagten erneut die Todesstrafe. Allerdings erwies sich die Verurteilungsgrundlage gegen Eisele als derartig fragwürdig und unsicher, dass vier der acht Militärrichter ein Gesuch einreichten, das Urteil möge durch die Überprüfungsinstanz in eine zehnjährige Haftstrafe umgewandelt werden, dem stattgegeben wurde.
Während seiner Haft im Kriegsverbrechergefängnis Landsberg verfasste er eine umfangreiche Verteidigungsschrift unter dem Titel Audiatur et altera pars, in der er alle Vorwürfe abstritt und sich als überzeugten Christen darstellte, der stets nur zum Wohle seiner Mitmenschen gehandelt habe. Demgegenüber standen zahlreiche Zeugenaussagen aus den Reihen der ehemaligen KZ-Häftlinge, zum Teil sogar von ehemaligen SS-Angehörigen.
Nach weiteren Strafreduktionen wurde Eisele am 26. Februar 1952 aus der Haft entlassen.

## Nachkriegskarriere und Flucht nach Ägypten
Nach seiner Freilassung wurde er als Kassenarzt in München zugelassen und erhielt zur Finanzierung seiner Praxis eine Existenzaufbauhilfe. Als 1958 im Verlauf des Prozesses gegen Martin Sommer, ein Mitglied der Wachmannschaft im KZ Buchenwald, neue Anschuldigungen gegen Eisele erhoben wurden, flüchtete er nach Ägypten, wo er sich unter dem Pseudonym Carl Debouche im vornehmen Kairoer Villenvorort Maadi niederließ.
Unter dem ägyptischen Staatspräsidenten Gamal Abdel Nasser waren seit Mitte der fünfziger Jahre deutsche und österreichische, zum großen Teil ehemals nationalsozialistische Wissenschaftler ins Land gekommen, die in militärischen Forschungseinrichtungen an der Konstruktion von Kampfflugzeugen und Mittelstreckenraketen beteiligt waren, die Nasser für den Ausbau der ägyptischen Vorrangstellung im Nahen Osten und speziell für den Kampf gegen Israel benötigte. In diesen Kreisen tauchte auch Eisele unter, nachdem ein deutsches Auslieferungsgesuch abgelehnt worden war.
In Ägypten verübte der Mossad mindestens einen Mordanschlag auf Eisele; bei einem Paketbombenanschlag kam der ägyptische Paketzusteller ums Leben, Eisele aber blieb unverletzt. Er starb am 3. Mai 1967 unter unbekannten Umständen in seinem Haus in Maadi und wurde dort auf dem kleinen deutschen Friedhof in Grab Nr. 99 beigesetzt.